# Romul Soponar
Romul Soponar, (n. 2 decembrie 1936), a fost  un deputat român în legislatura 1990-1992, ales în județul Satu-Mare pe listele partidului FSN, începând de la data de 9 octombrie 1990, când l-a înlocuit pe deputatul Cornel Morar.